# Hyperlasion viridiventris
Hyperlasion viridiventris är en tvåvingeart som först beskrevs av Frey 1945.  Hyperlasion viridiventris ingår i släktet Hyperlasion och familjen sorgmyggor. Inga underarter finns listade i Catalogue of Life.